# „Judensau“-Schnitzwerk im Kölner Dom

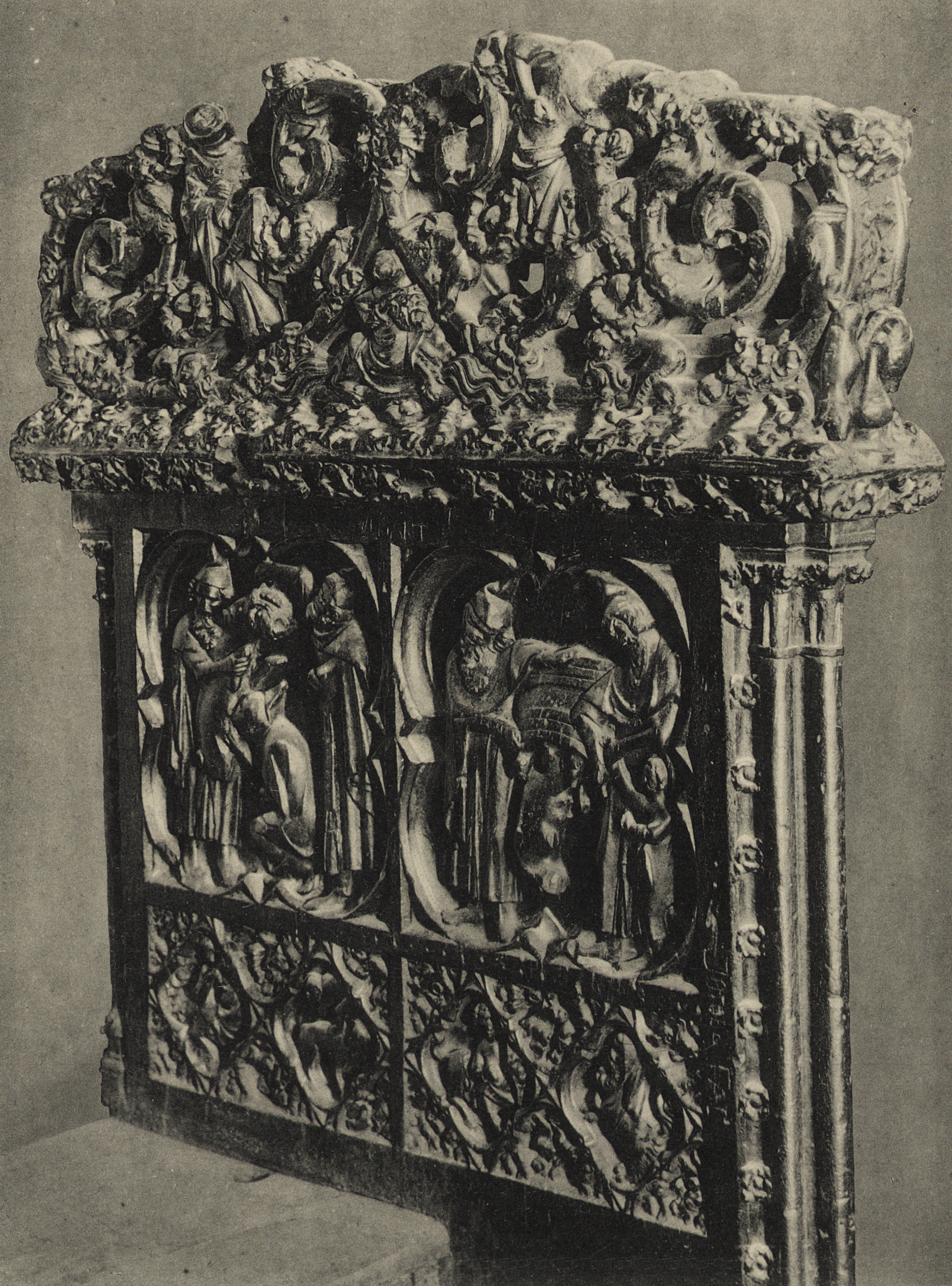
Chorwange mit „Judensau“ (linker Vierpass) und Darstellung mit Bezug zur Ritualmordlegende (rechts)

Das „Judensau“-Schnitzwerk im Kölner Dom ist eine antijudaistische Holzschnitzerei an einer Wange des Chorgestühls. Sie entstand von 1308 bis 1311 und gehört zu den ältesten erhaltenen „Judensau“-Motiven des Hochmittelalters. Sie ist kombiniert mit weiteren antijudaistischen Motiven am Chorgestühl, darunter einem Verweis auf eine Ritualmordlegende zu Werner von Oberwesel.
Ab dem Jahr 2002 machte der Aktionskünstler Wolfram P. Kastner auf das Motiv aufmerksam, das bis dahin als für Besucher unzugängliches und unerklärtes Kulturdenkmal im Dom bewahrt worden war. Sein öffentlicher Protest führte zu einer nachhaltigen Auseinandersetzung der Kölner Dombauverwaltung und des Kölner Domkapitels mit dem römisch-katholischen Antijudaismus und zu einer kritischen Einordnung dieser Motive mit Texten, Bildern und Ausstellungen.

## Lage

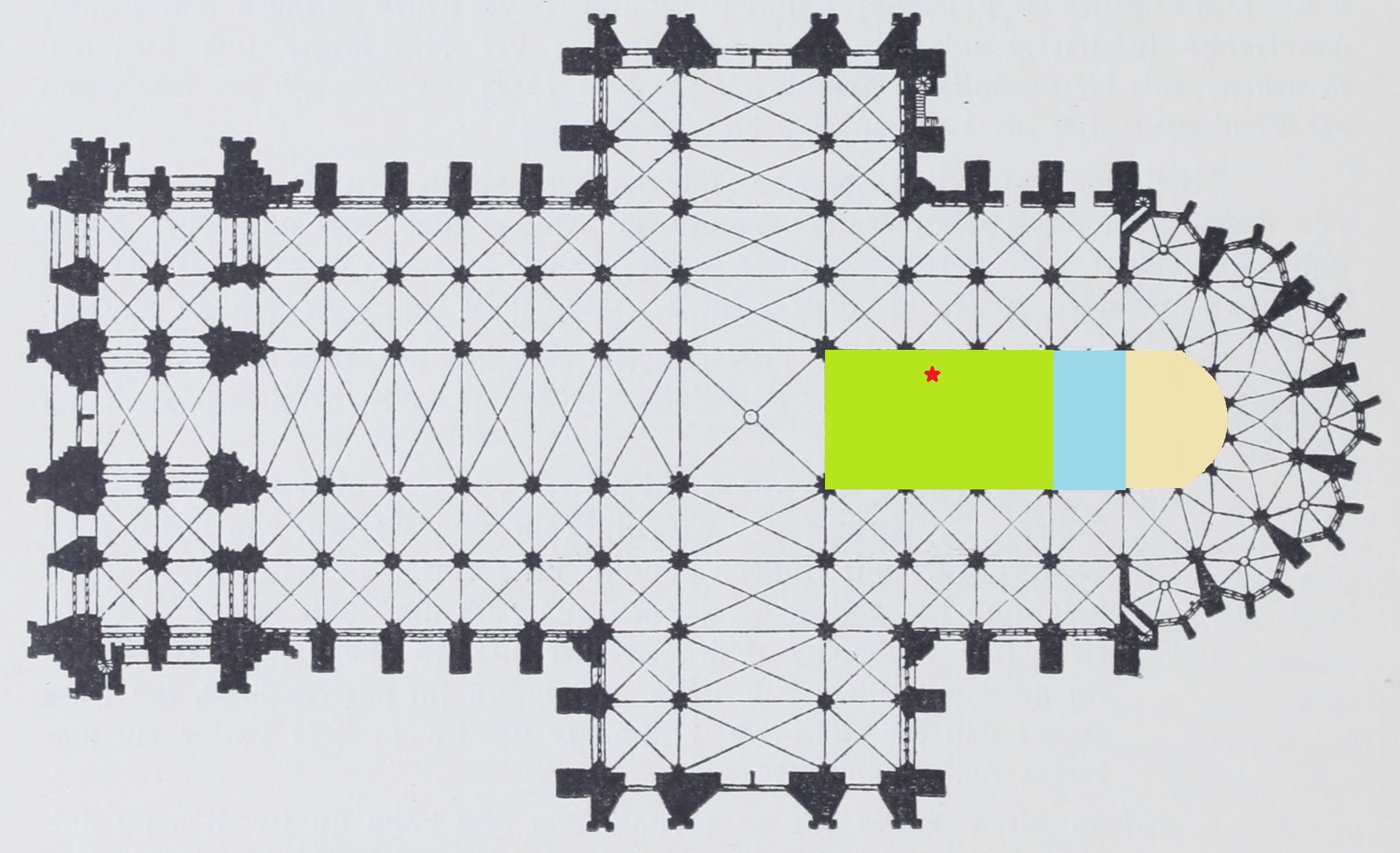
Grundriss des Kölner Domes, Chor farbig hervorgehoben, Lage der „Judensau“ rot markiert

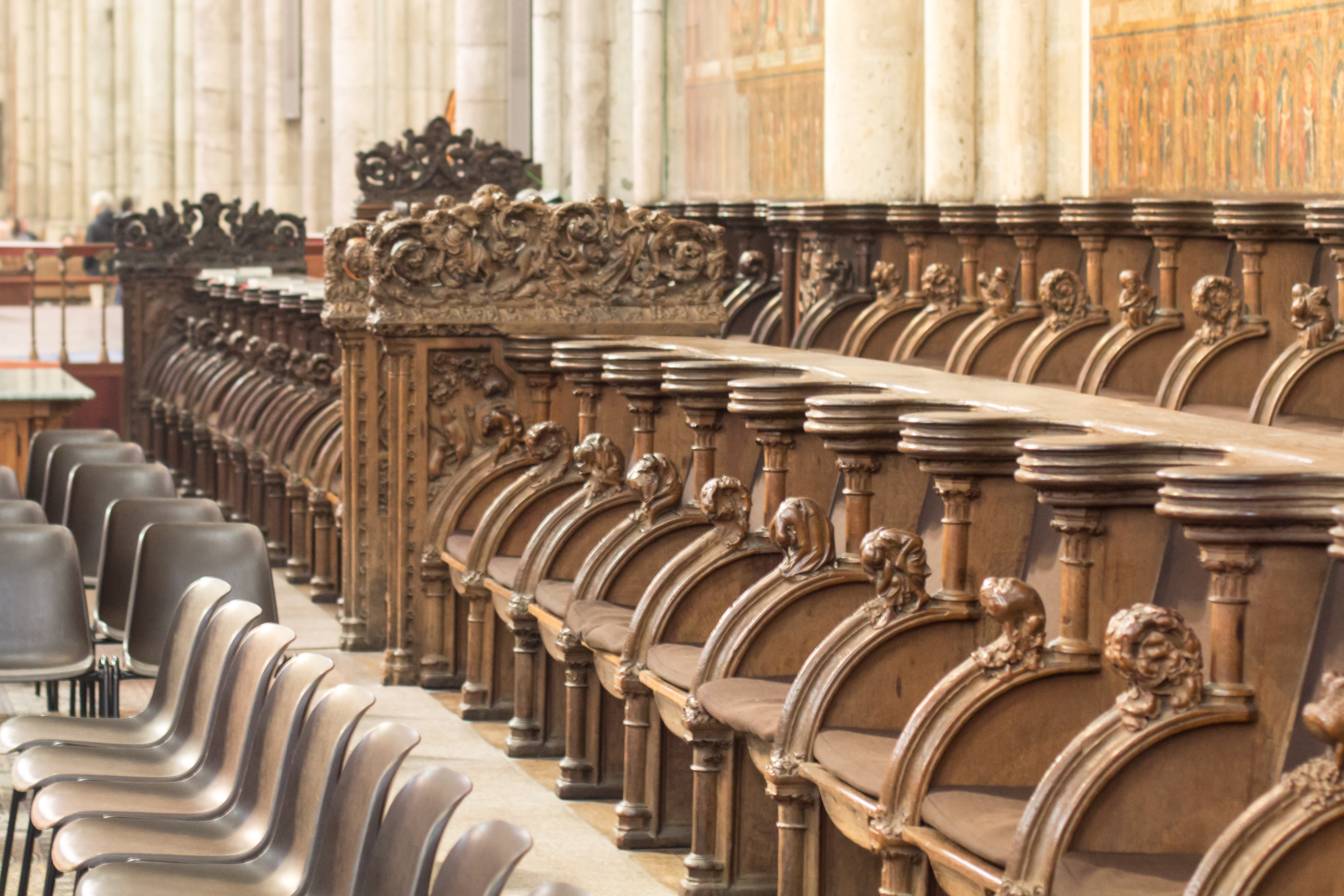
Nördliche vordere Sitzreihe, Blick auf die Innenseite der Chorwange, Zwickel mit Schweine-Darstellung

Das Chorgestühl des Kölner Domes besteht aus zwei Doppelreihen hölzerner Sitzbänke, die an der Nord- und Südseite des unteren Domchores unmittelbar vor den Chorschranken aufgestellt sind. Die vorderen Reihen sind etwa in der Mitte geteilt als Durchgang zur dahinter liegenden Reihe. Die Darstellungen der „Judensau“ und der Ritualmordlegende befinden sich auf der Chorwange an der rechten (östlichen) Seite des nördlichen Durchgangs. Dieser Bereich ist für Besucher des Kölner Domes nur im Rahmen besonderer Führungen zugänglich. Diese Verbindung zweier antijudaistischer Motive ist nur in einem weiteren Fall belegt, einer 1801 zerstörten Wandmalerei aus dem 15. Jahrhundert am Alten Brückenturm in Frankfurt am Main.

## Entstehung
Das Chorgestühl des Kölner Domes ist mit 104 Plätzen das umfangreichste erhaltene mittelalterliche Chorgestühl in Deutschland. Es wurde in der Zeit von 1308 bis 1311 von namentlich nicht bekannten Holzschnitzern angefertigt. Die Bauarbeiten am Binnenchor des Kölner Domes waren um 1300 mit der Fertigstellung des Dachgewölbes abgeschlossen worden. In den folgenden Jahren bis zur Weihe des Chores am 27. September 1322 wurde die prunkvolle Inneneinrichtung angefertigt.
Zahlreiche Parallelen in der Ausführung etwa zeitgleich entstandener steinerner Skulpturen belegen, dass dieselben Künstler sowohl Steinmetze als auch Holzschnitzer waren. Von den etwa 500 figürlichen und ornamentalen Schnitzereien des Chorgestühls wurden viele von Künstlern aus der Umgebung von Paris oder aus Lothringen angefertigt. Andere zeigen durch ihre grobe Bearbeitung und die Vermischung der Stile meisterlicher Arbeiten, dass sie allenfalls von Gesellen stammen können.
Die „Judensau“ und die beiden anderen Reliefs weisen in der Motivwahl und in der groben Ausführung auf eine rheinische oder zumindest deutsche Herkunft von Entwurf und Schnitzer hin.

## Beschreibung

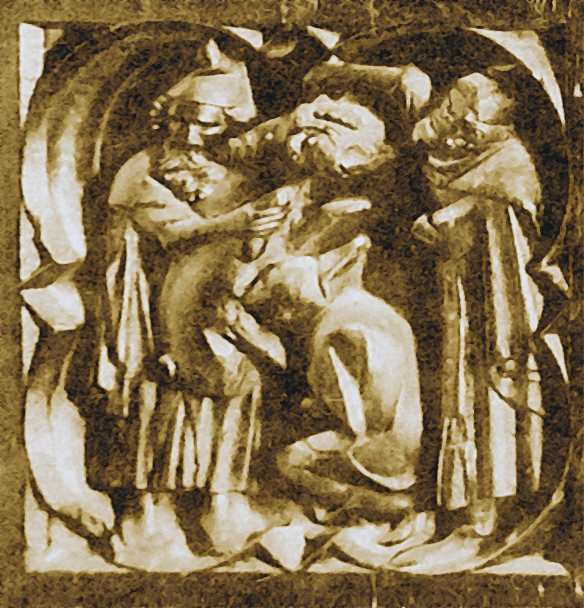
Vierpass mit „Judensau“-Darstellung (retuschierter Ausschnitt des Titelbildes)

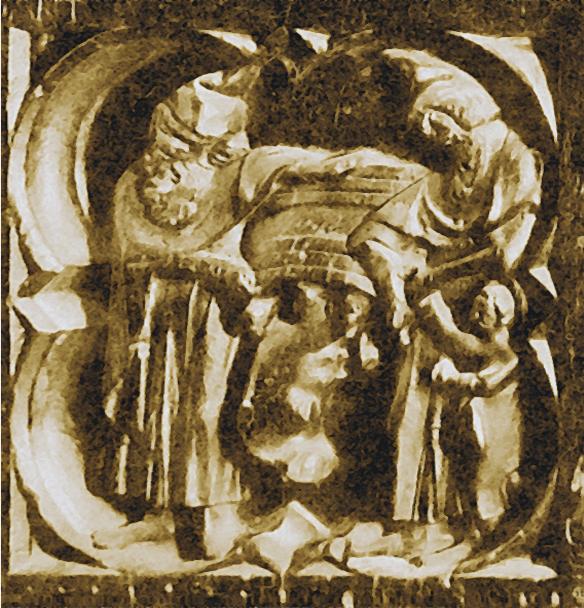
Vierpass mit Ritualmord-Motiv (retuschierter Ausschnitt des Titelbildes)

Bei der „Judensau“ und dem Ritualmord-Motiv handelt es sich um Holzreliefs, die nebeneinander angeordnete liegende Vierpässe ausfüllen. Der linke Vierpass zeigt drei Männer, die durch ihre Judenhüte als Juden zu erkennen sind und sich mit einem Schwein beschäftigen. Einer der Juden hält das Schwein hoch, einer füttert es, und ein dritter kniet vor ihm und saugt an einer Zitze.
Der rechte Vierpass zeigt zwei Juden, die einen Kübel ausschütten, aus dem eine tote Sau mit drei Ferkeln fällt. Der rechte Jude führt gleichzeitig einen Jungen heran, der durch einen angedeuteten Heiligenschein als Christ identifiziert werden kann.
Ein drittes Relief kann aufgrund seiner Lage und wegen des Bildmotivs zwanglos mit der „Judensau“ in Zusammenhang gebracht werden. Auf der Innenseite der Chorwange mit der „Judensau“ befindet sich in einem Zwickel die Darstellung zweier Schweine, die am Laub einer Eiche fressen. Eines der beiden Schweine hat sich zu diesem Zweck auf seine Hinterbeine gestellt und ein drittes saugt an einer seiner Zitzen. Dazu gehört die Figur eines Mönchs, der die Szene hinter einer Volute stehend betrachtet.

## Bildsymbolik
Das Schwein galt bereits in der frühen christlichen Ikonografie als Sinnbild der Völlerei (der Gula), allgemein des Lasters, oder auch des Teufels. Die Übertragung dieses Bildes auf die Juden fand erst im 9. Jahrhundert statt. Die Karikatur der Juden als Schweine und ihre Darstellung als an den Zitzen eines Schweines saugende oder den Kot eines Schweines verzehrende Menschen spielt darauf an, dass der Verzehr von Schweinefleisch den jüdischen Speisegesetzen zufolge nicht erlaubt ist.
Der Kunsthistoriker Heribert Reiners schrieb 1909 den beiden Darstellungen auf der Vorderseite der Chorwange einen Bezug aufeinander zu. Die in der rechten Szene dargestellten Juden würfen das von Anderen zum Verzehr bestimmte Schweinefleisch fort, um so den Anschein der Rechtgläubigkeit zu erwecken. Ihre wahre Unmäßigkeit komme in der linken Szene zum Ausdruck, in der sie von der Milch einer Sau trinken. Bernhard von Tieschowitz beschrieb die Szenen 1930 unter dem Hinweis auf ihre umstrittene Deutung. Dabei nannte er sowohl den von Reiners angeführten Bezug der Reliefs aufeinander als auch die Deutung des rechten Bildes als Darstellung der Ritualmord-Legende.
Die Darstellung der Ritualmord-Szene wurde später, so von dem israelischen Kunsthistoriker Isaiah Shachar in seiner umfassenden Monografie The Judensau, in der Weise interpretiert, dass die gezeigten Juden das ihnen verbotene Schweinefleisch fortwerfen und stattdessen ein christliches Kind zum Verzehr entführen. Es könnte sich um eine Anspielung auf den angeblich 1287 begangenen Ritualmord an Werner von Oberwesel handeln. Shachar sieht alle drei Reliefs der Chorwange als aufeinander bezogene Darstellungen des Lasters der Völlerei.
An vielen Stellen des Chorgestühls wird der Darstellung des Lasters die Tugend gegenübergestellt. Im Falle der judenfeindlichen Reliefs befinden sich direkt gegenüber, an der linken Seite des Durchgangs, zwei Reliefs, die „salomonische Urteile“ als Sinnbilder der Gerechtigkeit darstellen sollen. Das linke Relief zeigt die bekannte Geschichte von den um ein Kind streitenden Frauen. Rechts befindet sich das weniger bekannte Motiv des Schießens auf den toten Vater. Dieses Motiv ist jüdischer Herkunft, es hatte seinen Ursprung um 400 n. Chr. als Illustration der „gerechten Verteilung des Eigentums“ im Talmud. Entgegen den auf Salomo bezogenen Darstellungen in der mittelalterlichen christlichen Kunst war der „weise Richter“ ursprünglich ein Rabbiner.

### Weitere antijüdische Darstellungen des Kölner Domes

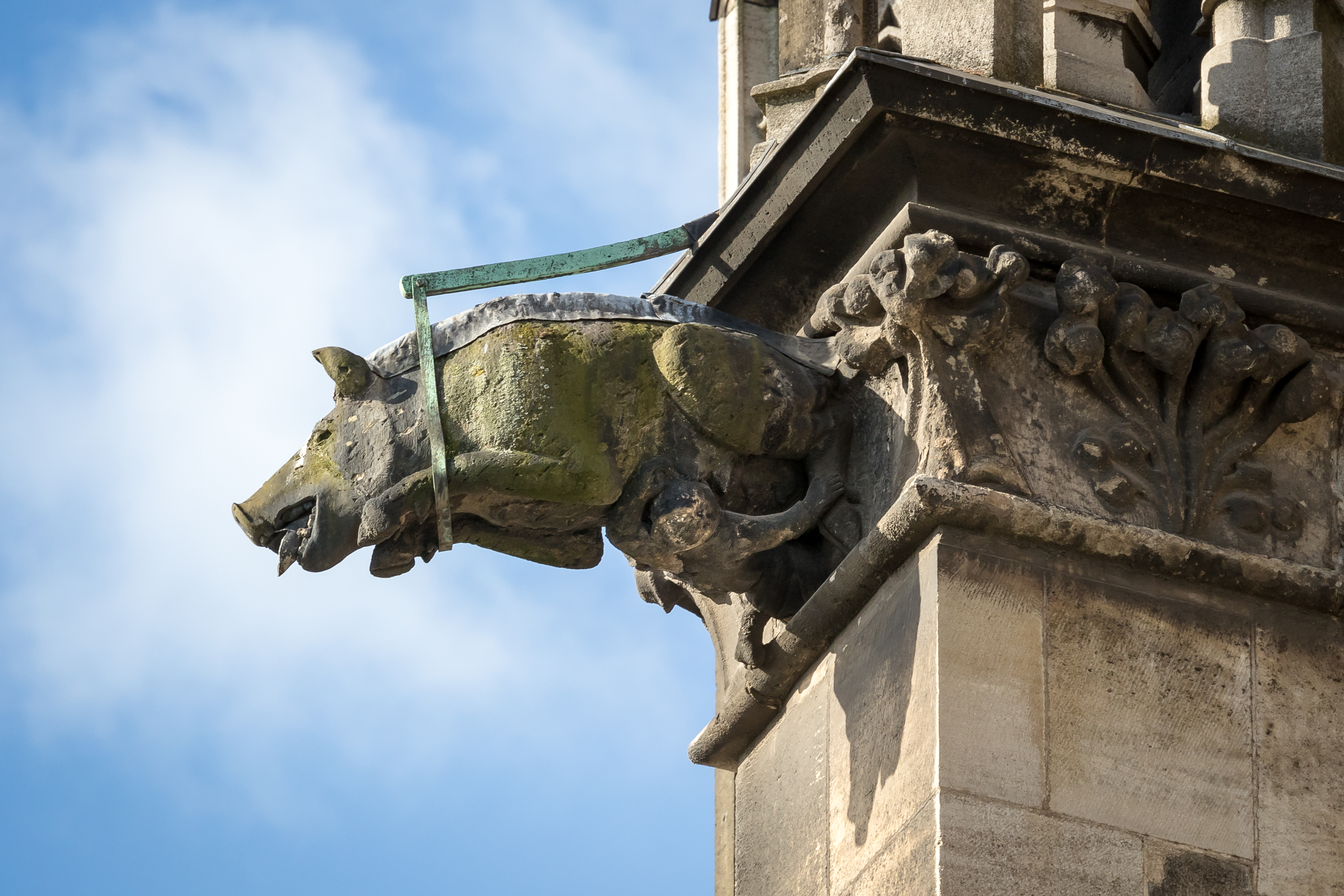
„Judensau“ als Wasserspeier am Kölner Dom, um 1280

An der Rückseite des zwischen 1190 und 1225 entstandenen Dreikönigenschreins befindet sich eine Szene, in der die Geißelung Christi durch zwei Schergen mit Judenhüten dargestellt wird. Die Darstellung wird weniger wegen der Judenhüte der Beteiligten, sondern wegen ihrer karikaturhaft verzerrten Gesichtszüge als dezidiert antijüdisch aufgefasst. Es handelt sich um das früheste bekannte Beispiel der überbetonten Hakennase als antijüdisches Stereotyp.
Außen am Kölner Dom befindet sich am Abschlussgesims der Achskapelle? ein Wasserspeier, der ein hockendes Schwein darstellt. An seinen Zitzen saugt eine kleine männliche Figur, die unzweifelhaft einen Juden darstellt. Der Wasserspeier mit dem „Judensau“-Motiv wird auf die Zeit um 1280 datiert.

### Ähnliche Umsetzungen des Motivs
Frankfurt am Main: Am Alten Brückenturm in Frankfurt am Main befand sich bis zu dessen Abriss im Jahr 1801 eine Wandmalerei au dem späten 15. Jahrhundert, die als Schandbild die Darstellung einer „Judensau“ mit der des angeblich 1475 begangenen Ritualmordes an Simon von Trient kombinierte. Dies ist neben den Reliefs am Chorgestühl des Kölner Domes die einzige bekannte Verbindung der „Judensau“ mit der Ritualmord-Legende.
Brevier des Balduin von Luxemburg:

Brevier des Balduin von Luxemburg, um 1336, fol. 436 (Ausschnitt)

Eine der sieben überlieferten Bilderhandschriften, die der Trierer Erzbischof und Kurfürst Balduin von Luxemburg im 14. Jahrhundert in Auftrag gegeben hatte, zeigt auf einer Seite eine Randillustration mit dem „Judensau“-Motiv, die den Kölner Reliefs stark ähnelt. Das um 1336 entstandene Brevier diente dem persönlichen Gebrauch Balduins. Es wurde von ihm wahrscheinlich auf Reisen mitgeführt und als Missale und als Brevier genutzt. Das Brevier besteht aus 513 Blättern im Format 17 cm × 11,5 cm, von denen 14 Blätter illustriert sind.
Im Abschnitt Proprium de sanctis des Breviers befindet sich auf dem Folium 436 eine illustrierte Beschreibung des Marientods. Am unteren Rand des Folios ist als Randillustration eine „Judensau“-Szene zwischen Schriftspiegel und Rankenwerk eingefügt. Die Szene zeigt rechts einen bärtigen Juden, an seinem Judenhut zu erkennen, der an den Zitzen einer Sau saugt. In der Mitte schüttet ein jüngerer Jude einen Kübel aus, dem eine Sau mit mehreren Ferkeln entfällt. Links ist ein Hund mit Judenhut dargestellt, der nach links fortstrebt und sich nach hinten zu den beiden Juden umwendet. Noch weiter links befindet sich im Rankendekor ein Gesicht, dessen Bedeutung unklar ist.
Das Motiv der aus dem Kübel herausgeschütteten Sau mit ihren Ferkeln ist nur vom Chorgestühl des Kölner Domes und aus dem Brevier Balduins bekannt. Der Darstellung im Brevier fehlt es an dem Bezug zur Ritualmord-Legende. Dennoch deutet die Ähnlichkeit der Bilder darauf hin, dass das Brevier von Kölner Künstlern illustriert worden ist, denen das Relief am Chorgestühl bekannt war. Das Brevier befindet sich heute als Codex A 520 in der Bibliothek der Stiftung Staatliches Görres-Gymnasium Koblenz.

## Kontroverse um die „Judensau“
Die Münchner Künstler Wolfram P. Kastner und Günter Wangerin forderten ab 2002 mit Nachdruck die Entfernung der „Judensau“, zumindest jedoch eine erläuternde Beschilderung der Darstellung. Zudem müssten zwei außen am Dom in etwa 50 m Höhe in Schlusssteine eingemeißelte Hakenkreuze unter allen Umständen beseitigt werden. Kastner vertrat sein Anliegen wiederholt mit Anklagen gegen Kirchen und Christen, etwa mit dem Slogan „Alle Christen lügen“ vor dem Kölner Dom.
Das Domkapitel als Hausherr, die Dombauverwaltung und die damalige Kölner Dombaumeisterin Barbara Schock-Werner vertraten die Auffassung, dass die antijüdischen Darstellungen nicht aus dem Chorgestühl herausgelöst werden können. Eine Beschilderung sei ausgeschlossen, da der Kölner Dom eine Kirche und kein Museum sei. Darüber hinaus sei das Chorgestühl mit den beanstandeten Reliefs der Öffentlichkeit nicht zugänglich.
Die Kontroverse um die „Judensau im Kölner Dom“ war für die Dombauverwaltung der Anlass, im Jahr 2006 in Zusammenarbeit mit der Karl-Rahner-Akademie eine Fachtagung zum Thema Der Kölner Dom und ›die Juden‹ durchzuführen. Die Dombauverwaltung und der Zentral-Dombau-Verein zu Köln widmeten 2008 eine vollständige Ausgabe des Kölner Domblatts diesem Thema und den Ergebnissen der Fachtagung.